# CONCACAF Nations League 2019-2020 - Lega B

## Gruppo A

### Classifica
| Pos | Squadra             | Pt | G | V | N | P | GF | GS | DG |
| --- | ------------------- | -- | - | - | - | - | -- | -- | -- |
| 1.  | Grenada             | 14 | 6 | 4 | 2 | 0 | 8  | 4  | +4 |
| 2.  | Guyana francese     | 8  | 6 | 2 | 2 | 2 | 8  | 6  | +2 |
| 3.  | Belize              | 6  | 6 | 2 | 0 | 4 | 6  | 12 | -6 |
| 4.  | Saint Kitts e Nevis | 5  | 6 | 1 | 2 | 3 | 8  | 8  | 0  |

### Risultati
| Arbitro: | Kevin Morrison |

|                          |           |            |
| Mitchell 19’ Charles 82’ | Marcatori | 57’ Hanley |

| Cayenne 5 settembre 2019, ore 20:00 UTC+1 | Guyana francese | 3 – 0 referto | Belize | Stade Municipal Dr. Edmard Lama |

| Arbitro: | Erick Lezama |

|              |           |                                   |
| McCaulay 24’ | Marcatori | 59’ (rig.) Paterson 90+3’ Charles |

| Arbitro: | Melvin Matamoros |

|                        |           |                           |
| Wharton 50’ Liburd 75’ | Marcatori | 23’ Haabo 53’ (rig.) Éric |

| Arbitro: | Sergio Reyna |

|  |           |                                                |
|  | Marcatori | 15’ Sterling-James 48’ (rig.), 56’, 67’ Liburd |

| Cayenne 10 ottobre 2019, ore 21:00 UTC-3 | Guyana francese | 0 – 0 referto | Grenada | Stade Municipal Dr. Edmard Lama\| Arbitro: \| Tristley Bassue \| |
| Arbitro:                                 | Tristley Bassue |               |         |                                                                  |

| Arbitro: | Jaime Herrera |

|  |           |          |
|  | Marcatori | 3’ Smith |

| Arbitro: | Bryan López |

|             |           |  |
| Charles 65’ | Marcatori |  |

| Basseterre 14 novembre 2019, ore 15:00 UTC-4 | Saint Kitts e Nevis | 0 – 0 referto | Grenada | Warner Park\| Arbitro: \| Daneon Parchment \| |
| Arbitro:                                     | Daneon Parchment    |               |         |                                               |

| Arbitro: | Erick Lezama |

|                       |           |  |
| Lewis 4’ McCaulay 70’ | Marcatori |  |

| Arbitro: | Oscar Macías |

|                                |           |             |
| Marigard 19’, 28’ Sarrucco 76’ | Marcatori | 11’ Terrell |

| Arbitro: | José Torres |

|                       |           |                         |
| Charles 19’, 59’, 68’ | Marcatori | 11’ Gaynair 11’ Salazar |

## Gruppo B

### Classifica
| Pos | Squadra         | Pt | G | V | N | P | GF | GS | DG |
| --- | --------------- | -- | - | - | - | - | -- | -- | -- |
| 1.  | El Salvador     | 15 | 6 | 5 | 0 | 1 | 10 | 1  | +9 |
| 2.  | Montserrat      | 8  | 6 | 2 | 2 | 2 | 4  | 5  | -1 |
| 3.  | Rep. Dominicana | 7  | 6 | 2 | 1 | 3 | 5  | 5  | 0  |
| 4.  | Saint Lucia     | 4  | 6 | 1 | 1 | 4 | 2  | 10 | -8 |

### Risultati
| Arbitro: | Sergio Reyna |

|                           |           |               |
| J. Comley 29’ Clifton 65’ | Marcatori | 23’ J. García |

| Arbitro: | Óscar Moncada |

|                                          |           |  |
| Orellana 7’ Cerén 73’ (rig.) Bonilla 87’ | Marcatori |  |

| Arbitro: | Nelson Salgado |

|                |           |                      |
| Weir-Daley 45’ | Marcatori | 87’ (rig.) Frederick |

| Arbitro: | Oshane Nation |

|          |           |  |
| Bueno 7’ | Marcatori |  |

| Arbitro: | Nitzar Sandoval |

|                                   |           |  |
| López 34’ Romero 52’ Gonzalez 85’ | Marcatori |  |

| Arbitro: | Juan Gabriel Calderón |

|  |           |                          |
|  | Marcatori | 43’ Dominguez 78’ Zelaya |

| Santo Domingo 15 ottobre 2019, ore 16:00 UTC-4 | Rep. Dominicana    | 0 – 0 referto | Montserrat | Estadio Olímpico Félix Sánchez\| Arbitro: \| Raúl Castro Zuniga \| |
| Arbitro:                                       | Raúl Castro Zuniga |               |            |                                                                    |

| Arbitro: | Erick Zelama |

|  |           |                         |
|  | Marcatori | 68’ Zelaya 88’ Portillo |

| Arbitro: | Jaime Herrera |

|            |           |  |
| Joseph 38’ | Marcatori |  |

| Arbitro: | Oliver Vergara |

|                |           |  |
| Portillo 90+1’ | Marcatori |  |

| Arbitro: | Benjamín Pineda |

|                         |           |  |
| Portillo 16’ Punyed 87’ | Marcatori |  |

| Arbitro: | Oshane Nation |

|  |           |          |
|  | Marcatori | 35’ Pond |

## Gruppo C

### Classifica
| Pos | Squadra           | Pt | G | V | N | P | GF | GS | DG  |
| --- | ----------------- | -- | - | - | - | - | -- | -- | --- |
| 1.  | Giamaica          | 16 | 6 | 5 | 1 | 0 | 21 | 1  | +20 |
| 2.  | Guyana            | 10 | 6 | 3 | 1 | 2 | 12 | 10 | +2  |
| 3.  | Antigua e Barbuda | 9  | 6 | 3 | 0 | 3 | 8  | 17 | -9  |
| 4.  | Aruba             | 0  | 6 | 0 | 0 | 6 | 5  | 18 | -13 |

### Risultati
| Arbitro: | Jaime Herrera |

|  |           |            |
|  | Marcatori | 22’ Holder |

| Arbitro: | Oliver Vergara |

|                                                             |           |  |
| Nicholson 9’, 51’ Reid 31’ Brown 67’ Bailey 71’ Vassell 81’ | Marcatori |  |

| Arbitro: | Rubiel Vazquez |

|                         |           |                  |
| Bishop 8’ Harriette 69’ | Marcatori | 45+5’ Groothusen |

| Arbitro: | William Anderson |

|  |           |                                 |
|  | Marcatori | 14’, 26’ Powell 44’, 54’ Orgill |

| Arbitro: | Keylor Herrera |

|                           |           |              |
| Griffith 15’ Benjamin 18’ | Marcatori | 50’ Welshman |

| Arbitro: | Jorge Pérez |

|                            |           |  |
| Williams 13’ Nicholson 88’ | Marcatori |  |

| Arbitro: | William Anderson |

|                                                  |           |            |
| Bobb 1’, 28’ Holder 65’ Daniel 75’ Schultz 90+3’ | Marcatori | 48’ Bishop |

| Arbitro: | Ricardo Montero |

|  |           |                                                                  |
|  | Marcatori | 7’ Willis 17’, 53’ Foster 19’ Walker 34’ Nicholson 47’ Flemmings |

| Arbitro: | Randy Encarnación |

|  |           |                      |
|  | Marcatori | 34’ Foster 58’Morris |

| Arbitro: | Kevin Morrison |

|                                      |           |                               |
| Briggs 7’ Harriott 44’ Bobb 53’, 73’ | Marcatori | 2’ Croes 22’ (rig.) Breinburg |

| Arbitro: | Jorge Pérez |

|                    |           |                                         |
| John 20’ Harms 76’ | Marcatori | 36’ Benjamin 82’ (aut.) Harms 84’ Bowry |

| Arbitro: | Keylor Herrera |

|          |           |              |
| East 50’ | Marcatori | 45’ Welshman |

## Gruppo D

### Classifica
| Pos | Squadra                   | Pt | G | V | N | P | GF | GS | DG  |
| --- | ------------------------- | -- | - | - | - | - | -- | -- | --- |
| 1.  | Suriname                  | 13 | 6 | 4 | 1 | 1 | 16 | 5  | +11 |
| 2.  | Saint Vincent e Grenadine | 11 | 6 | 3 | 2 | 1 | 6  | 4  | +2  |
| 3.  | Nicaragua                 | 7  | 6 | 2 | 1 | 3 | 9  | 11 | -2  |
| 4.  | Dominica                  | 3  | 6 | 1 | 0 | 5 | 3  | 14 | -11 |

### Risultati
| Arbitro: | Jamar Springer |

|               |           |                     |
| Frederick 23’ | Marcatori | 7’, 90’ Hasselbaink |

| Arbitro: | Walter López |

|                  |           |                |
| Yorke 87’ (aut.) | Marcatori | 45+2’ Anderson |

| Arbitro: | Sherwin Johnson |

|                  |           |  |
| Cunningham 45+2’ | Marcatori |  |

| Arbitro: | Bryan López |

|                                                     |           |  |
| Hasselbaink 9’, 11’, 30’, 65’ Fer 13’ Comvalius 85’ | Marcatori |  |

| Arbitro: | Walter López Castellanos |

|                           |           |                      |
| Stewart 58’, 90+5’ (rig.) | Marcatori | 26’, 53’ Hasselbaink |

| Arbitro: | Nelson Salvador |

|                              |           |            |
| Chavarría 7’, 41’ Rayo 90+1’ | Marcatori | 90+3’ Wade |

| Arbitro: | Oliver Vergara |

|  |           |             |
|  | Marcatori | 68’ Stewart |

| Arbitro: | Kimbell Ward |

|  |           |                                                      |
|  | Marcatori | 42’ Chavarría 71’, 84’ (rig.) Bonilla 90+2’ Mendieta |

| Arbitro: | Reon Radix |

|                |           |  |
| Sutherland 60’ | Marcatori |  |

| Arbitro: | Sherwin Johnson |

|                                    |           |  |
| Apai 15’, 88’ Hasselbaink 60’, 74’ | Marcatori |  |

| Arbitro: | Ricangel de Leça |

|             |           |  |
| Laville 71’ | Marcatori |  |

| Arbitro: | Patrick Senecharles |

|             |           |                                  |
| Fuentes 60’ | Marcatori | 21’ Comvalius 53’ N. Hasselbaink |